# Аллопрегнанолон
Аллопрегнанолон (3-альфа,5-альфа-тетрагидропрогестерон, 3α,5α-ТГП) — нейростероид, метаболит аллопрегнандиона. Синтезируется как корой надпочечников, так и непосредственно в мозге с помощью ферментов 5-альфа-редуктазы и 3-альфа-гидроксистероидоксидоредуктазы. Играет многогранную роль при развитии центральной нервной системы. Модулирует активность ГАМК-А рецептора, связываясь с особым структурным сайтом на его поверхности.

## Медицинское значение
Аллопрегнанолон обладает широким спектром эффектов: антидепрессивным, анксиолитическим, снижающим стресс,  просоциальным,  антиагрессивным,  просексуальным,  седативным, стимулирующим сон,  при нарушение памяти, обезболивающее,  анестезирующее, противосудорожное, нейропротекторное и нейрогенное действие.
Сниженные уровни аллопрегнанолона отмечают в сыворотке и спинномозговой жидкости пациентов с депрессией; сообщается о том, что успешная терапия антидепрессантами ассоциирована с повышением аллопрегнанолона, а также об антидепрессантно-подобном действии аллопрегнанолона в животных моделях.
Используется для лечения послеродовой депрессии у женщин.
В одном предварительном сообщении о результатах неопубликованного исследования сообщается об обратной корреляции уровней аллопрегнанолона с различными проявлениями, присущими посттравматическому расстройству, а также о том, что сниженное соотношение аллопрегнанолон/прогестерон обнаруживается у военных ветеранов в депрессии с признаками ПТСР и суицидальными мыслями. Следует учитывать предварительный характер находки и противоречивость имеющихся исследований относительно роли нейроэндокринной системы при ПТСР.
В качестве лекарства аллопрегнанолон упоминается как брексанолон.

### Брексанолон
Брексанолон — лекарственный препарат для лечения послеродовой депрессии. Одобрен для применения: США(2019).

#### Механизм действия
По строению идентичен эндогенному аллопрегнанолону. Модулирует ГАМКА рецепторы.

#### Показания
Послеродовая депрессия у взрослых.

#### Способ применения
Непрерывная внутривенная инфузия в течение 60 ч.

#### Противопоказания
Противопоказаний нет.
Побочные эффекты
Побочные эффекты могут включать седативный эффект, сонливость, сухость во рту, приливы и потерю сознания.